# Ricardo Lobo
Ricardo Lobo (født 20. maj 1984) er en brasiliansk fodboldspiller.